# Neunkircher Höhe
Die Neunkircher Höhe ist mit 605 m ü. NHN nach dem rund 34  Kilometer entfernten Katzenbuckel der zweithöchste Berg des Odenwaldes und zugleich der höchste Berg in seinem hessischen Teil sowie im Naturraum Vorderer Odenwald. Der Gipfel liegt in der Gemarkung des Lautertaler Ortsteils Gadernheim im Landkreis Bergstraße. Hangteile gehören zum Landkreis Darmstadt-Dieburg und Odenwaldkreis. Für den Berg ist die nördlich angrenzende Ortschaft Neunkirchen namensgebend.
Auf dem Berg stehen der Aussichtsturm Kaiserturm und der Radarturm Neunkircher Höhe. Früher befand sich dort das Skigebiet Neunkircher Höhe.

## Geographie

### Lage

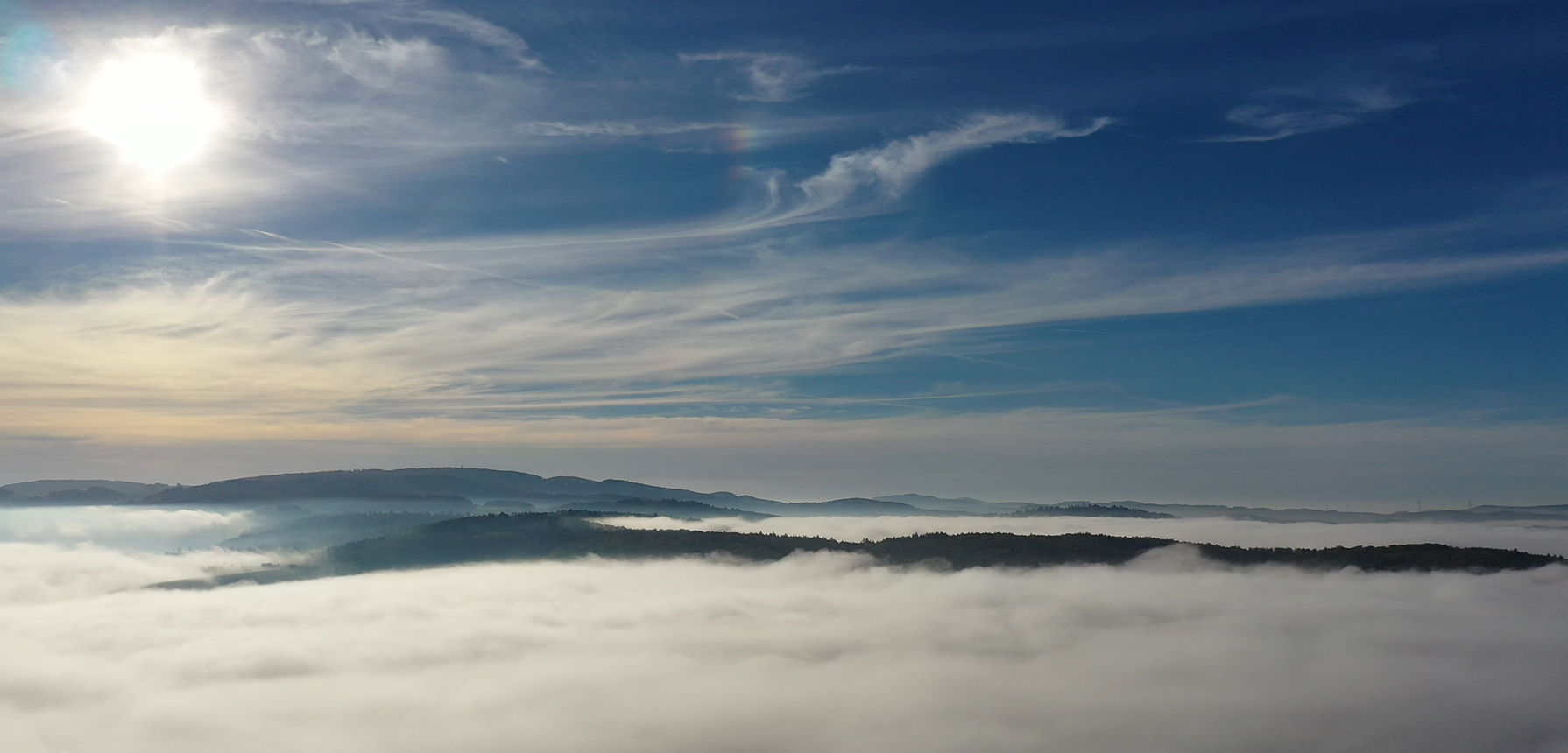
Luftaufnahme über den Vorderen Odenwald mit der Neunkircher Höhe links hinten, aufgenommen über Wersau.

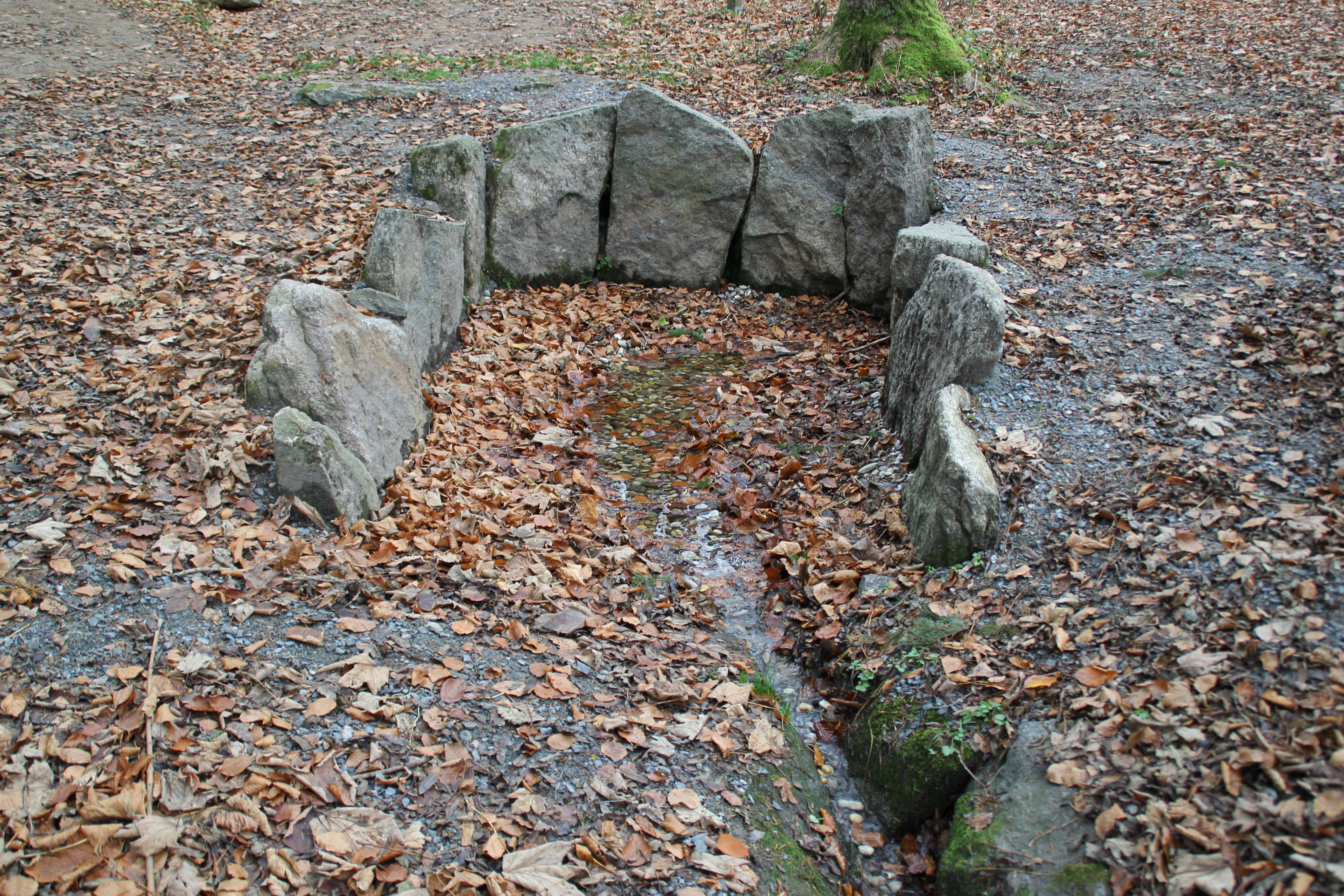
Mergbachquelle (Gersprenzquelle), die Hauptquelle der Gersprenz

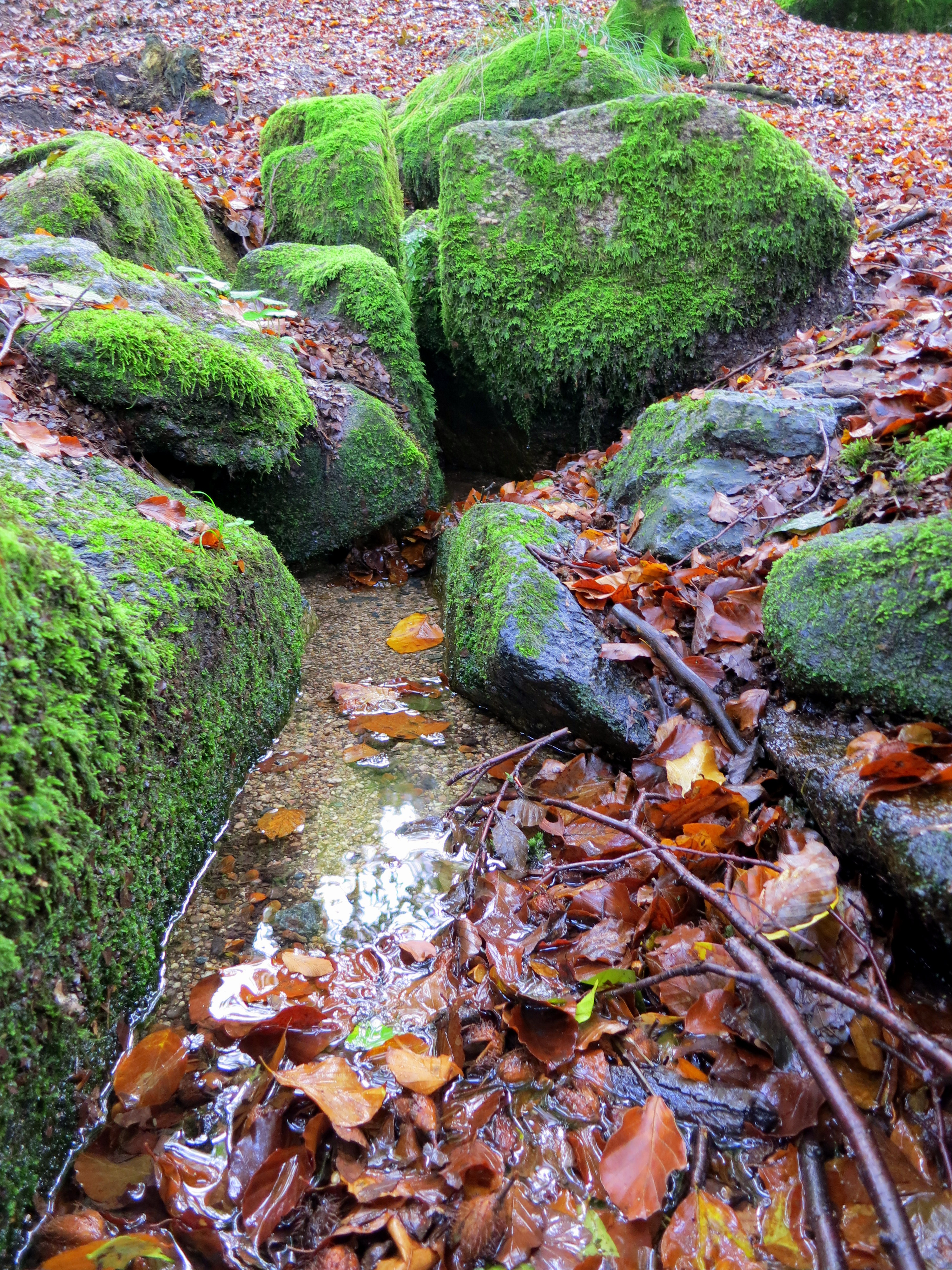
Die Modauquelle auf der Neunkircher Höhe

Die Neunkircher Höhe liegt im Vorderen Odenwald. Sie bildet einen etwa 2 km langen und bewaldeten Bergrücken im Landkreis Bergstraße und Landkreis Darmstadt-Dieburg. An dessen Nordostende liegt die namensgebende Gemarkung des 1,6 km nördlich vom Gipfel liegenden Modautaler Ortsteils Neunkirchen (Landkreis Darmstadt-Dieburg). Ihre Gipfelregion und der Westhang gehören zur Gemeinde Lautertal (Landkreis Bergstraße) mit der Gemarkung des 2,1 km westlich gelegenen Ortsteils Gadernheim (Landkreis Bergstraße). Die Hochlagen des Osthangs zählen zum Stadtgebiet von Lindenfels mit der Gemarkung des 1,8 km südsüdöstlich vom Gipfel gelegenen Stadtteils Winterkasten (Landkreis Bergstraße). Unterhalb davon schließt sich das Stadtgebiet von Reichelsheim mit dem 2,5 km östlich vom Gipfel befindlichen Ortsteil Laudenau (Odenwaldkreis) an. Weitere Ortschaften in Bergnähe sind der Lindenfelser Stadtteil Kolmbach im Südwesten und der Modautaler Ortsteil Brandau im Nordwesten.
Auf dem Westhang des Berges entspringt südlich der Bergsporne Westergiebel (526,5 m) und Gehrenstein (555 m) die Lauter, auf der Nordseite des Bergsattels zwischen beiden Spornen die Modau und auf dem Osthang mit dem Mergbach (Gersprenzquelle) der Hauptquellbach der Gersprenz.
Auf dem Osthang befinden sich die Ludwigsfelsen (ca. 565 m), und etwas südlich davon steht die Eleonorenklinik (ca. 490 m). Bis auf die Flanken reichen im Nordwesten sowie im Osten bis Nordosten zwei räumlich voneinander getrennte Teile des Fauna-Flora-Habitat-Gebiets Buchenwälder des Vorderen Odenwaldes (FFH-Nr. 6218-302; 37,054 km²).

### Naturräumliche Zuordnung
Die Neunkircher Höhe gehört in der naturräumlichen Haupteinheitengruppe Odenwald, Spessart und Südrhön (Nr. 14), in der Haupteinheit Vorderer Odenwald (145) zur Untereinheit Neunkircher-Höh-Odenwald (145.6).

## Türme

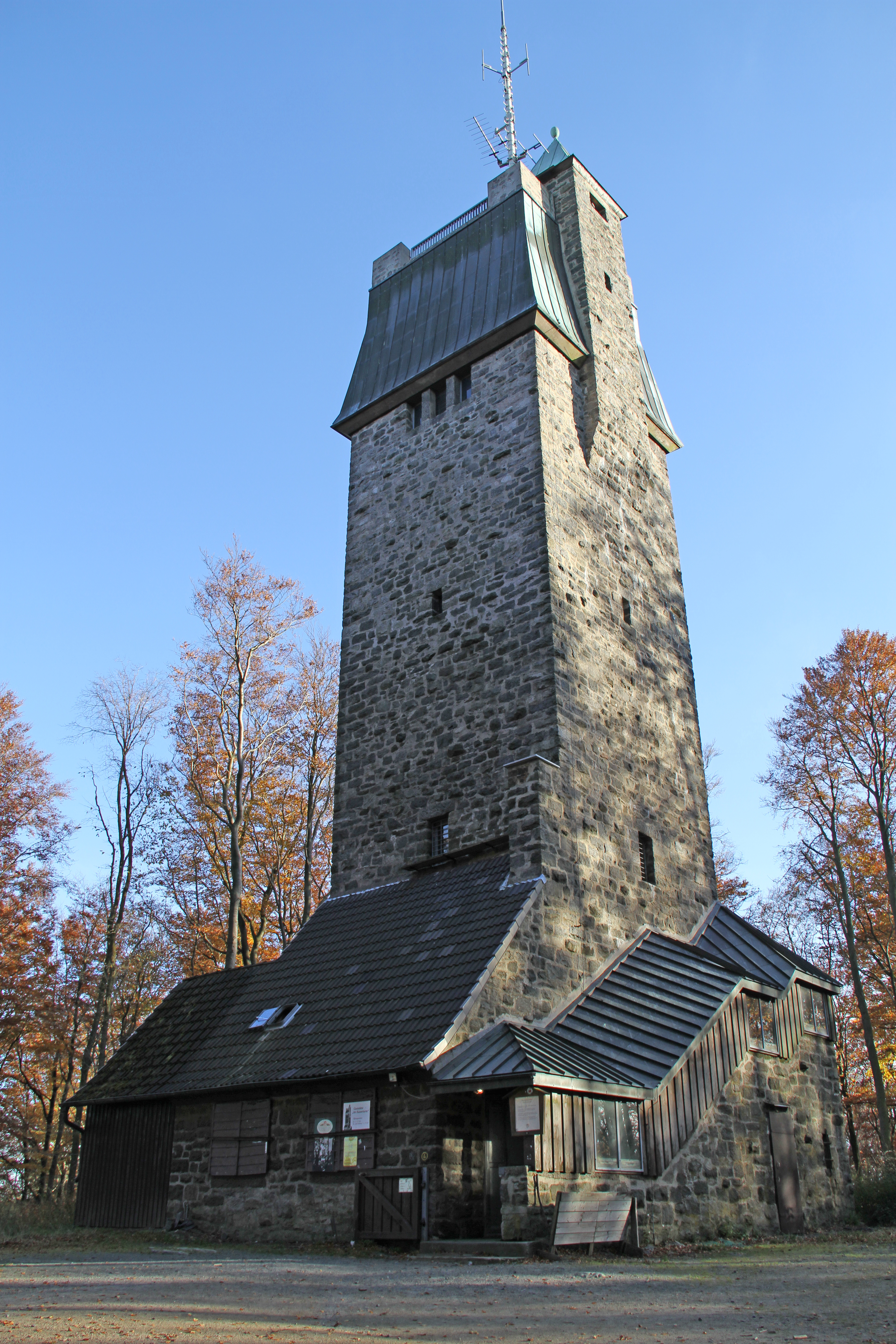
Kaiserturm (AT)

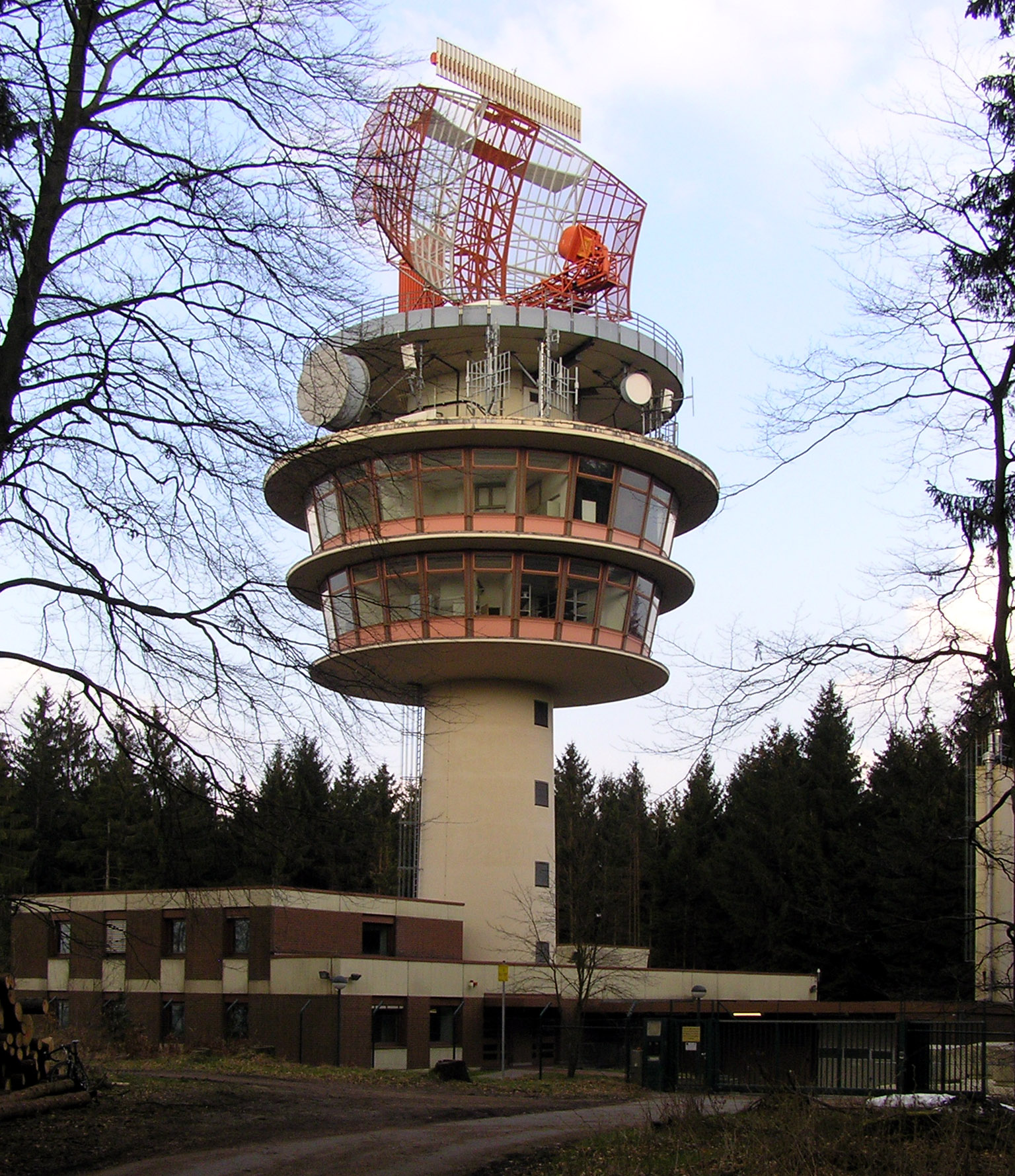
Radarturm

### Kaiserturm
Auf dem Gipfel der Neunkircher Höhe wurde 1888 ein 24 m hoher Aussichtsturm erbaut, der 1904 in einer Sturmnacht umgerissen wurde. Nachfolgebau ist der 34 m hohe Kaiserturm, der 1906/07 auf Gadernheimer Gemarkung erbaut wurde. Im Turm befindet sich „die höchste Wirtschaft“ des Odenwaldes; nur zu deren Öffnungszeiten am Wochenende kann der Turm bestiegen werden. Von der Aussichtsplattform fällt der Blick in den Odenwald, zur Pfalz und über Frankfurt am Main hinweg bis zum Taunus. Anfang 2024 mussten Turm und Gaststätte auf unbestimmte Zeit geschlossen werden.

### Radarturm Neunkircher Höhe
Von der Bergstraße aus gut sichtbar dreht sich die Parabolantenne einer SRE-M-Anlage auf dem Radarturm MSSR Neunkircher Höhe (MSSR = Monopulse Secondary Surveillance Radar; siehe auch Sekundärradar). Der Turm steht etwa 800 Meter nördlich des Gipfels der Neunkircher Höhe auf der 592,5 m ü. NHN hohen Kreisspitze im Süden der Gemarkung von Neunkirchen (⊙). Jede dieser bundesweit sechs Anlagen hat einen Erfassungsradius von etwa 145 NM (Nautische Meilen), was rund 268,5 km entspricht. Die Anlage dient zur Überwachung des südwestdeutschen Luftraums und war früher mit Personal der Deutschen Flugsicherung (DFS) besetzt. Die Anlage wurde 1962 erbaut und bis Ende der 1990er Jahre rund um die Uhr besetzt. Danach wurde sie auf unbemannten Betrieb umgestellt. Die Informationen werden über Richtfunk zur DFS nach Langen und über eine eigene Erdleitung an die Kontrollzentralen nach Karlsruhe und Maastricht übermittelt. Nur zur Reparatur und Wartungsarbeiten kommen Mitarbeiter zum Turm. Damit die Bewohner nicht durch die Antriebsgeräusche der Antenne gestört werden, ist der Turm in den Wald gebaut und in der näheren Umgebung kaum sichtbar.

### Sendeturm/Antennenmast
Etwas westlich der Luftlinie zwischen dem Kaiserturm und dem Radarturm steht ein Sendeturm/Antennenmast (⊙).

## Freizeit

### Wandern
Über die Neunkircher Höhe verläuft die Nordvariante (Donnersberg–Lautertaler Felsenmeer–Königstuhl) des Europäischen Fernwanderwegs E8. Der Alemannenweg verläuft als 144 km langer Rund- und Prädikatswanderweg von Erbach kommend über den Berg, durch Bensheim-Auerbach, vorbei an der Burg Frankenstein und der Veste Otzberg wieder zurück ins Tal der Mümling nach Michelstadt-Steinbach. Am Weg liegen viele kulturhistorische Sehenswürdigkeiten.

### Skigebiet Neunkircher Höhe
Auf dem Berg wurde früher das kleine Skigebiet Neunkircher Höhe betrieben; seit dem Winter 2009/2010 ist sein Skilift, „aus Kostengründen“, nicht mehr in Betrieb. Es wies eine flache und breite Piste für Ski- und Schlittenfahrer mit einer Flutlichtanlage auf. Der 350 m lange Lift bediente die auf 470 bis 530 m Höhe gelegene Piste. Ein zudem früher vorhandener Rucksacklift, der 300 m lang war, wurde abgebaut.